# Zuidequatoriale stroom
De Zuidequatoriale stroom is een belangrijke oceaanstroom in de Stille Oceaan, Atlantische Oceaan en de Indische Oceaan. Hij stroomt van oost naar west tussen de evenaar en 15 à 25 graden zuiderbreedte, afhankelijk van de lengte en de tijd van het jaar. In de Stille en de Atlantische Oceaan loopt hij, over de evenaar, tot ongeveer 5 graden noorderbreedte.
De Zuidequatoriale stroom kan onderverdeeld worden in drie takken: de Zuidelijke Zuidequatoriale stroom, de Centrale Zuidequatoriale stroom en de Noordelijke Zuidequatoriale stroom.